# Katastralgemeinde Rüggen

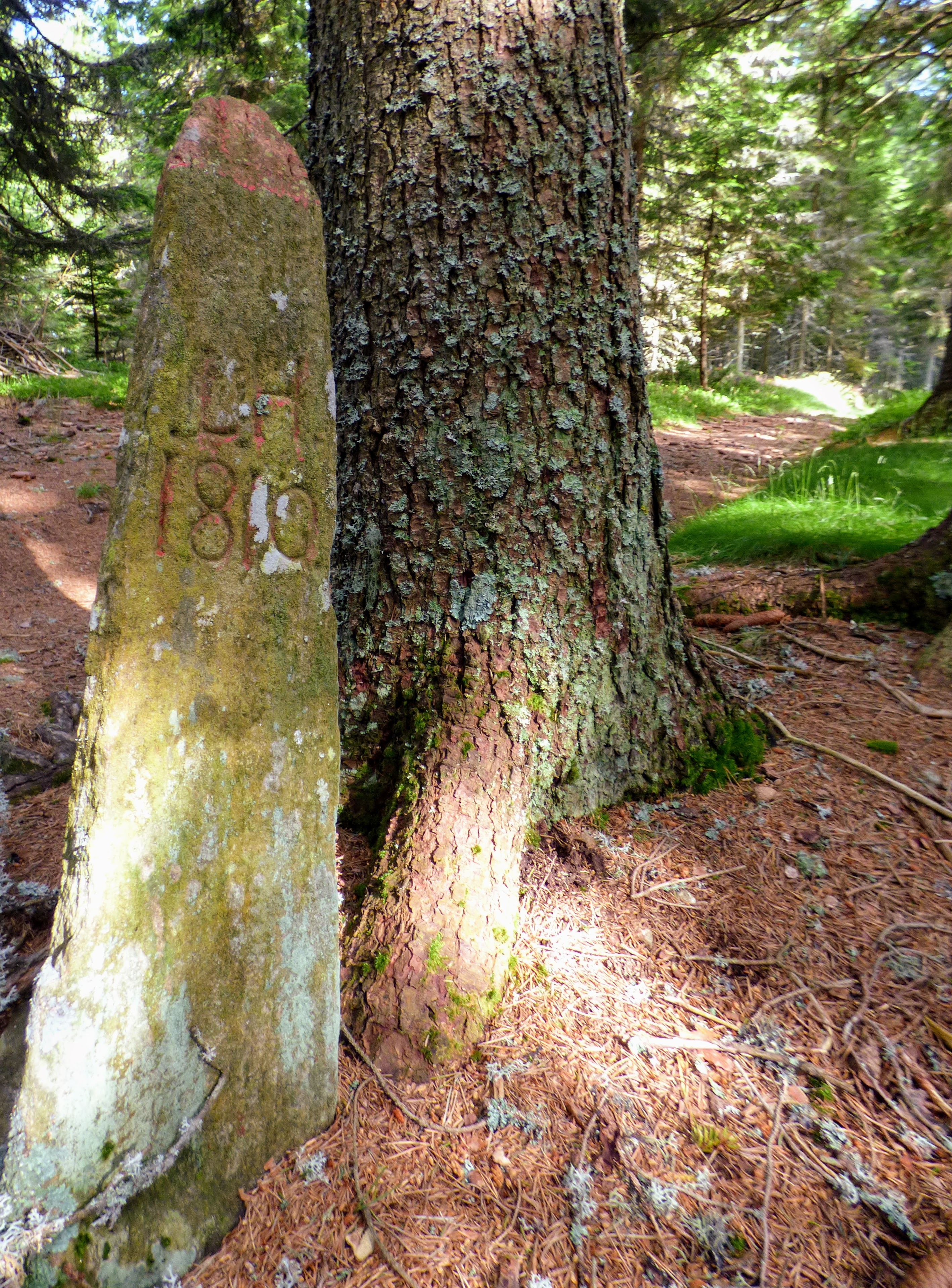
Grenzstein von 1810 am Schnittpunkt der Katastralgemeinden Rüggen, Diexerberg und Grafenbach

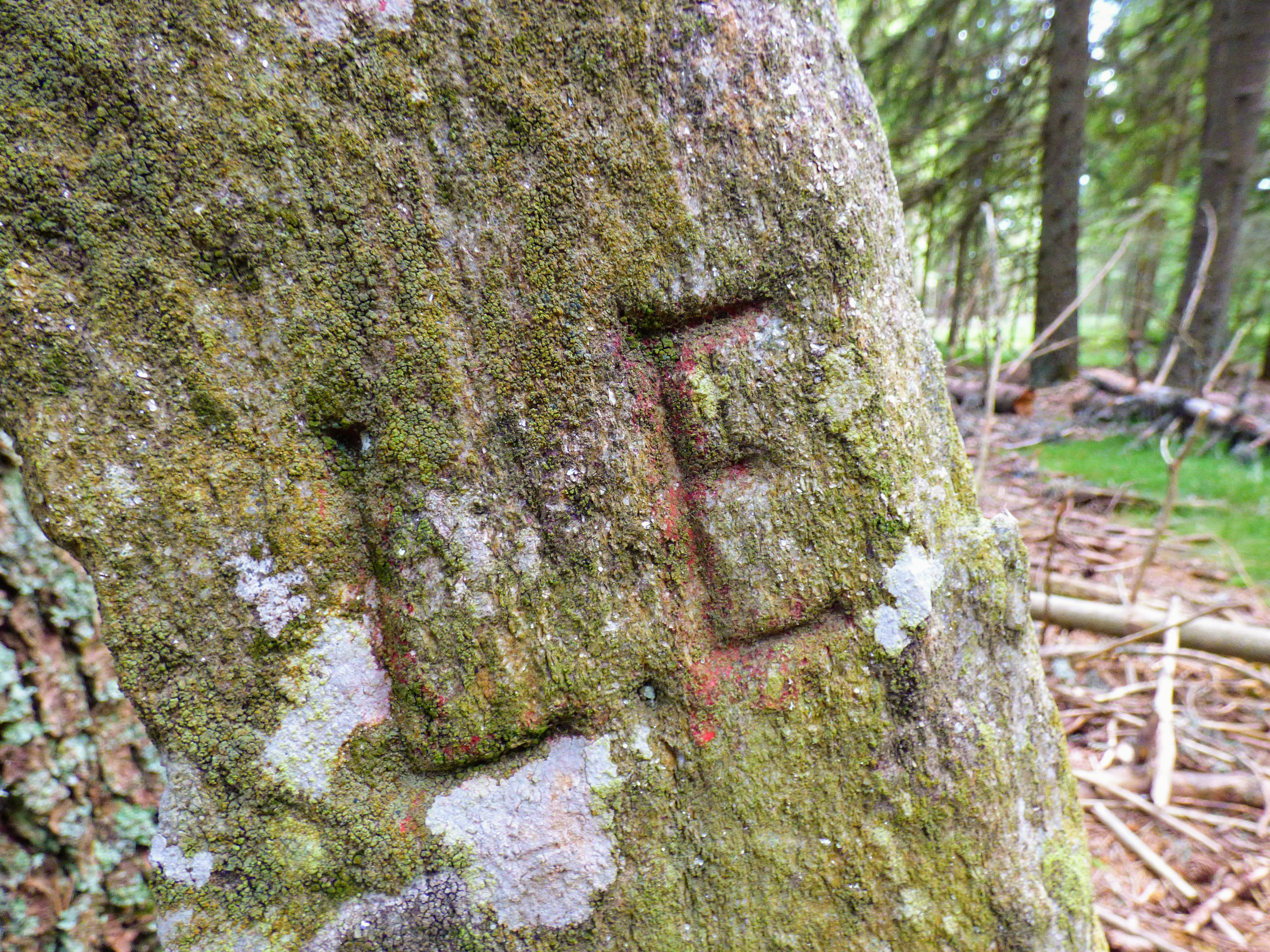
Inschrift "L.E." (Landgericht Eberstein) auf Grenzstein von 1810

Die Katastralgemeinde Rüggen ist eine von zehn Katastralgemeinden der Gemeinde Eberstein im Bezirk Sankt Veit an der Glan in Kärnten. Sie hat eine Fläche von 766,21 ha (Stand 31. Dezember 2023).
Die Katastralgemeinde gehört zum Sprengel des Vermessungsamtes Klagenfurt.

## Lage
Die Katastralgemeinde liegt im Südwesten der Gemeinde Eberstein, im äußersten Südosten des Bezirks Sankt Veit an der Glan. Landschaftlich liegt sie im Südwesten der Saualpe. Die Katastralgemeinde erstreckt sich über eine Höhenlage von 848 m ü. A. bei der Mündung des Rüggenbachs in den Hochfeistritzbach am Westrand der Katastralgemeinde bis zu 1533 m ü. A. am Nordostrand, am Spitzstein, dem Höhenrücken, in dem die Saualpe nach Süden ausläuft.

## Ortschaften
Auf dem Gebiet der Katastralgemeinde Rüggen liegt die Ortschaft Rüggen.

## Vermessungsamt-Sprengel
Die Katastralgemeinde gehört seit 1. Jänner 1998 zum Sprengel des Vermessungsamtes Klagenfurt. Davor war sie Teil des Sprengels des Vermessungsamtes St. Veit an der Glan.

## Geschichte
Ende des 18. Jahrhunderts wurden die Kärntner Steuergemeinden (später: Katastralgemeinden) gebildet und Steuerbezirken zugeordnet. Die Steuergemeinde Rüggen wurde Teil des Steuerbezirks Eberstein.
Im Zuge der Reformen nach der Revolution 1848/49 wurden in Kärnten die Steuerbezirke aufgelöst und Ortsgemeinden gebildet, die jeweils das Gebiet einer oder mehrerer Steuergemeinden umfassten. Die Steuer- bzw. Katastralgemeinde Rüggen wurde Teil der Gemeinde Hochfeistritz, bei deren Auflösung kam sie 1871 an die Gemeinde Eberstein. Die Größe der Katastralgemeinde wurde 1854 mit 1331 Österreichischen Joch und 865 Klaftern (ca. 767 ha, also etwa die heutige Fläche) angegeben; damals lebten 93 Personen auf dem Gebiet der Katastralgemeinde.
Die Katastralgemeinde Rüggen gehörte ab 1850 zum politischen Bezirk Sankt Veit an der Glan und zum Gerichtsbezirk Eberstein. Von 1854 bis 1868 gehörte sie zum Gemischten Bezirk Eberstein. Seit der Reform 1868 ist sie wieder Teil des politischen Bezirks Sankt Veit an der Glan, zunächst als Teil des Gerichtsbezirks Eberstein, seit dessen Auflösung 1978 als Teil des Gerichtsbezirks St. Veit an der Glan.